# Canton de Guebwiller
Le canton de Guebwiller est une circonscription électorale française située dans le département du Haut-Rhin, en région Grand Est. Le canton de Guebwiller fait partie de la septième circonscription du Haut-Rhin.

## Histoire
Un nouveau découpage territorial du Haut-Rhin entre en vigueur à l'occasion des élections départementales de 2015. Il est défini par le décret du 21 février 2014, en application des lois du 17 mai 2013 (loi organique 2013-402 et loi 2013-403). Les conseillers départementaux sont, à compter de ces élections, élus au scrutin majoritaire binominal mixte. Les électeurs de chaque canton élisent au Conseil départemental, nouvelle appellation du Conseil général, deux membres de sexe différent, qui se présentent en binôme de candidats. Les conseillers départementaux sont élus pour 6 ans au scrutin binominal majoritaire à deux tours, l'accès au second tour nécessitant 12,5 % des inscrits au 1er tour. En outre, la totalité des conseillers départementaux est renouvelée. Ce nouveau mode de scrutin nécessite un redécoupage des cantons dont le nombre est divisé par deux avec arrondi à l'unité impaire supérieure si ce nombre n'est pas entier impair, assorti de conditions de seuils minimaux. Dans le Haut-Rhin, le nombre de cantons passe ainsi de 31 à 17.
Le canton de Guebwiller est maintenu, mais élargi, et désormais formé de communes issues des anciens cantons de Guebwiller (11 communes) et de Soultz-Haut-Rhin (7 communes). Le territoire du canton est entièrement inclus dans l'arrondissement de Thann-Guebwiller. Le bureau centralisateur est situé à Guebwiller.

## Représentation

### Conseillers généraux de 1833 à 1871 et de 1919 à 2015
| Période      | Période          | Identité                               | Étiquette             | Qualité                                                                |
| ------------ | ---------------- | -------------------------------------- | --------------------- | ---------------------------------------------------------------------- |
| 1833         | 1848             | Nicolas Schlumberger                   |                       | Manufacturier (filatures) à Guebwiller                                 |
| 1848         | 1852             | François Jacques Grün                  |                       | Ingénieur-mécanicien Maire de Guebwiller (1850-1852)                   |
| 1852         | 1861             | Nicolas Schlumberger                   |                       | Manufacturier à Guebwiller                                             |
| 1861         | 1871             | Henri Schlumberger (fils du précédent) |                       | Manufacturier (filatures) Maire de Guebwiller (1859-1870)              |
|              |                  |                                        |                       |                                                                        |
| 1919         | 1928             | François Ernst (1869-1931)             | SFIO                  | Contrôleur des postes Maire de Guebwiller (1926-1929)                  |
| 1928         | 1940             | Adolphe Senentz                        | UPR                   | Praticien de l'hygiène naturelle à Guebwiller                          |
|              |                  |                                        |                       |                                                                        |
| 1945         | 1961 (démission) | Alfred Haedrich                        | MRP                   | Directeur de tissage à Guebwiller                                      |
| 12 mars 1961 | 1975 (décès)     | François Throo (1907-1975)             | MRP puis CD           | Gérant d'une plâtrerie Maire de Guebwiller (1945-1971)                 |
| 1976         | 1998             | Charles Haby                           | UDR puis RPR puis DVD | Fonctionnaire Maire de Guebwiller de 1977 à 2001 Député de 1978 à 1986 |
| 1998         | 2011             | Daniel Weber                           | RPR puis UMP          | Directeur de maison de retraite Maire de Guebwiller de 2001 à 2008     |
| 2011         | 2015             | Alain Grappe                           | UMP                   | Cadre supérieur du secteur privé Maire de Orschwihr (2001-2020)        |

### Conseillers d'arrondissement (de 1833 à 1871 et de 1919 à 1940)
Le canton de Guebwiller avait trois conseillers d'arrondissement à partir de 1919.
De 1833 à 1871, il appartenait à l'arrondissement de Colmar.
| Période                                  | Période      | Identité                                 | Étiquette   | Qualité |
| ---------------------------------------- | ------------ | ---------------------------------------- | ----------- | --- |
| 1833                                     | 1836         | Jean Baptiste Stoll père                 |             | Marchand de bois, propriétaire à Guebwiller                                                                 |
| 1836                                     | 1840 (décès) | Daniel Schlumberger-Bourcart (1788-1840) |             | Industriel, maire de Guebwiller (1830-1839)                                                                 |
| 1840                                     | 1848         | Jean Jacques Bourcart (1801-1855)        |             | Manufacturier, fondateur des filatures de coton Bourcart à Guebwiller                                       |
|                                          |              |                                          |             | |
| 1919                                     | 1937         | Georges Dirler                           | Droite APNA | Viticulteur à Bergholtz                                                                                     |
| 1919                                     | 1925         | Adolphe Sautier (1870-1945)              |             | Entrepreneur et architecte à Guebwiller                                                                     |
| 1919                                     | 1937         | Jules Klein (1879-1964)                  | Droite APNA | Industriel, maire de Linthal                                                                                |
| 1925                                     | 1926         | Eugène Messbauer                         | SFIO        | Adjoint au maire de Guebwiller                                                                              |
| 1928                                     | 1937         | Modeste Landwehrlin                      | Droite APNA | Viticulteur, maire d'Orschwihr                                                                              |
| 1937                                     | 1940         | Aloyse Wetzel (1897-1985)                | SFIO        | Ouvrier, maire de Buhl                                                                                      |
| 1937                                     | 1940         | Joseph Biehler                           | UPR         | Adjoint au maire de Guebwiller                                                                              |
| 1937                                     | 1940         | Paul Bucher (1908-1971)                  | UPR         | Médecin à Guebwiller                                                                                        |
| 1940                                     |              |                                          |             | Les conseils d'arrondissement ont été suspendus par la loi du 12 octobre 1940 et n'ont jamais été réactivés |
| Les données manquantes sont à compléter. |              |                                          |             | |

### Conseillers départementaux à partir de 2015
| Période élective | Période élective | Mandat | Mandat   | Identité          | Nuance | Nuance | Qualité |
| ---------------- | ---------------- | ------ | -------- | ----------------- | ------ | ------ | --- |
| 2015             | 2021             | 2015   | 2021     | Alain Grappe      |        | LR     | Retraité Maire d'Orschwihr (2001-2020) Vice-Président du conseil départemental Président de la commission routes, voirie et infrastructures                                                                                       |
| 2015             | 2021             | 2015   | 2021     | Karine Pagliarulo |        | LR     | Secrétaire de direction Conseillère municipale de Soultz-Haut-Rhin Suppléante du député LR Raphaël Schellenberger Vice-Présidente du Conseil départemental Vice-Présidente / Rapporteure de la commission solidarité et autonomie |
| 2021             | 2028             | 2021   | en cours | Francis Kleitz    |        | UDI    | Ingénieur, maire de Guebwiller, conseiller régional (2015-2021) |
| 2021             | 2028             | 2021   | en cours | Karine Pagliarulo |        | LR     | Conseillère sortante 14e vice-présidente chargée de la santé et de l'accompagnement des personnes âgées et des personnes handicapées                                                                                              |

À l'issue du 1er tour des élections départementales de 2015, deux binômes sont en ballotage : Sylvain Marcelli et Carine Zoller-Abraham (FN, 31,56 %) et Alain Grappe et Karine Pagliarulo (Union de la Droite, 28,31 %). Le taux de participation est de 49,84 % (13 171 votants sur 26 426 inscrits) contre 47,8 % au niveau départemental et 50,17 % au niveau national.
Au second tour, Alain Grappe et Karine Pagliarulo (Union de la Droite) sont élus avec 58,35 % des suffrages exprimés et un taux de participation de 50,37 % (7 033 voix pour 13 310 votants et 26 426 inscrits).

## Composition

### Composition avant 2015
Le canton de Guebwiller regroupait 11 communes.

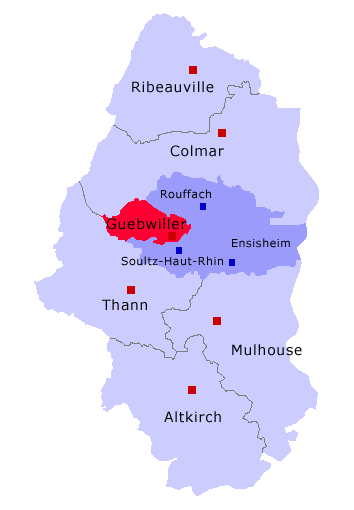
Représentation du canton de Guebwiller au sein de l'arrondissement de Guebwiller et du département du Haut-Rhin avant 2015.

| Nom                     | Code Insee | Codepostal | Superficie (km2) | Population (dernière pop. légale) | Densité (hab./km2) |
| ----------------------- | ---------- | ---------- | ---------------- | --------------------------------- | ------------------ |
| Guebwiller (chef-lieu)  | 68112      | 68500      | 9,68             | 11 440 (2012)                     | 1 182              |
| Bergholtz               | 68029      | 68500      | 4,24             | 1 063 (2012)                      | 251                |
| Bergholtzzell           | 68030      | 68500      | 2,29             | 450 (2012)                        | 197                |
| Buhl                    | 68058      | 68530      | 8,80             | 3 310 (2012)                      | 376                |
| Lautenbach              | 68177      | 68610      | 13,02            | 1 574 (2012)                      | 121                |
| Lautenbachzell          | 68178      | 68610      | 23,14            | 974 (2012)                        | 42                 |
| Linthal                 | 68188      | 68610      | 20,84            | 646 (2012)                        | 31                 |
| Murbach                 | 68229      | 68530      | 6,66             | 140 (2012)                        | 21                 |
| Orschwihr               | 68250      | 68500      | 7,09             | 1 052 (2012)                      | 148                |
| Rimbach-près-Guebwiller | 68274      | 68500      | 4,84             | 234 (2012)                        | 48                 |
| Rimbachzell             | 68276      | 68500      | 1,79             | 202 (2012)                        | 113                |

### Composition depuis 2015
Le canton de Guebwiller comprend dix-huit communes entières.
| Nom                                | Code Insee | Intercommunalité              | Superficie (km2) | Population (dernière pop. légale) | Densité (hab./km2) | Modifier                                    |
| ---------------------------------- | ---------- | ----------------------------- | ---------------- | --------------------------------- | ------------------ | ------------------------------------------- |
| Guebwiller (bureau centralisateur) | 68112      | CC de la Région de Guebwiller | 9,68             | 11 090 (2022)                     | 1 146              | modifier les données · modifier les données |
| Bergholtz                          | 68029      | CC de la Région de Guebwiller | 4,24             | 1 073 (2022)                      | 253                | modifier les données · modifier les données |
| Bergholtzzell                      | 68030      | CC de la Région de Guebwiller | 2,29             | 390 (2022)                        | 170                | modifier les données · modifier les données |
| Buhl                               | 68058      | CC de la Région de Guebwiller | 8,80             | 3 122 (2022)                      | 355                | modifier les données · modifier les données |
| Hartmannswiller                    | 68122      | CC de la Région de Guebwiller | 4,78             | 666 (2022)                        | 139                | modifier les données · modifier les données |
| Issenheim                          | 68156      | CC de la Région de Guebwiller | 8,18             | 3 534 (2022)                      | 432                | modifier les données · modifier les données |
| Jungholtz                          | 68159      | CC de la Région de Guebwiller | 4,00             | 900 (2022)                        | 225                | modifier les données · modifier les données |
| Lautenbach                         | 68177      | CC de la Région de Guebwiller | 13,02            | 1 510 (2022)                      | 116                | modifier les données · modifier les données |
| Lautenbachzell                     | 68178      | CC de la Région de Guebwiller | 23,14            | 963 (2022)                        | 42                 | modifier les données · modifier les données |
| Linthal                            | 68188      | CC de la Région de Guebwiller | 20,84            | 588 (2022)                        | 28                 | modifier les données · modifier les données |
| Merxheim                           | 68203      | CC de la Région de Guebwiller | 9,10             | 1 341 (2022)                      | 147                | modifier les données · modifier les données |
| Murbach                            | 68229      | CC de la Région de Guebwiller | 6,66             | 165 (2022)                        | 25                 | modifier les données · modifier les données |
| Orschwihr                          | 68250      | CC de la Région de Guebwiller | 7,09             | 1 021 (2022)                      | 144                | modifier les données · modifier les données |
| Raedersheim                        | 68260      | CC de la Région de Guebwiller | 5,69             | 1 154 (2022)                      | 203                | modifier les données · modifier les données |
| Rimbach-près-Guebwiller            | 68274      | CC de la Région de Guebwiller | 4,84             | 211 (2022)                        | 44                 | modifier les données · modifier les données |
| Rimbachzell                        | 68276      | CC de la Région de Guebwiller | 1,79             | 190 (2022)                        | 106                | modifier les données · modifier les données |
| Soultz-Haut-Rhin                   | 68315      | CC de la Région de Guebwiller | 29,56            | 7 019 (2022)                      | 237                | modifier les données · modifier les données |
| Wuenheim                           | 68381      | CC de la Région de Guebwiller | 6,17             | 769 (2022)                        | 125                | modifier les données · modifier les données |
| Canton de Guebwiller               | 6807       |                               | 169,87           | 35 706 (2022)                     | 210                | modifier les données                        |

## Démographie

### Démographie avant 2015
| 1962   | 1968   | 1975   | 1982   | 1990   | 1999   | 2006   | 2011   | 2012   |
| ------ | ------ | ------ | ------ | ------ | ------ | ------ | ------ | ------ |
| 18 724 | 18 844 | 19 101 | 18 522 | 19 109 | 20 550 | 21 012 | 21 107 | 21 085 |

### Démographie depuis 2015
En 2022, le canton comptait 35 706 habitants, en évolution de −0,23 % par rapport à 2016 (Haut-Rhin : +0,66 %, France hors Mayotte : +2,11 %).
| 2013   | 2018   | 2022   |
| ------ | ------ | ------ |
| 36 394 | 35 665 | 35 706 |